# PfSense
pfSense — дистрибутив для создания межсетевого экрана/маршрутизатора, основанный на FreeBSD. pfSense предназначен для установки на персональный компьютер, известен своей надежностью и предлагает функции, которые часто можно найти только в дорогих коммерческих межсетевых экранах. Настройки можно проводить через web-интерфейс, что позволяет использовать его без знаний базовой системы FreeBSD. Сетевые устройства с pfSense обычно применяются в качестве периметровых брандмауэров, маршрутизаторов, серверов DHCP/DNS, и в технологии VPN в качестве узла топологии hub/spoke.
Название происходит от факта, что pfSense (sense с англ. — «смысл») помогает использовать инструмент фильтрации пакетов pf из операционной системы OpenBSD более осознанно для непрофессиональных пользователей.

## История
Проект pfSense был создан в 2004 году как ответвление популярного файервола m0n0wall авторами Chris Buechler и Scott Ullrich. Проект m0n0wall был первой системой UNIX, в которой конфигурация при загрузке выполняется с помощью PHP, а не обычными сценарии оболочки, и которая имеет всю конфигурацию системы, хранящуюся в формате XML. С самого начала дистрибутив pfSense был нацелен на полную установку на компьютер, а не только на встраиваемые системы, как m0n0wall. Тем не менее, pfSense доступен также в виде образа для встраиваемых систем на основе CompactFlash. Версия 1.0 была выпущена 4 октября 2006.
Название дистрибутива было образовано от аббревиатуры pf (англ. packet filtering пакетная фильтрация).
Версия дистрибутива 2.3 включила в себя много улучшений, включая инструменты для централизованного управления большим количеством устройств. Версия 2.3 содержит полную поддержку протокола IPv6 в основных сервисах.
На данный момент выпущена версия 2.4.5, в которой исправили 24 ошибки и 11 функций.

## Возможности pfSense
- Межсетевой экран
- Таблица состояний
- Механизм NAT
- Два и более файрвола могут быть объединены в отказоустойчивую группу, также поддерживается синхронизация настроек между объединёнными файрволами.
  - Протокол CARP из операционной системы OpenBSD позволяет создать аппаратную защиту от сбоев. Два или более межсетевых экрана могут быть объединены в отказоустойчивую группу. В случае отказа сетевого интерфейса на главном межсетевом экране активным становится другой. Также pfSense предоставляет возможность синхронизации настроек: если изменены настройки на одном файрволе, то они автоматически будут синхронизированы на другом.
  - Протокол передачи данных pfsync обеспечивает репликацию состояния файрволов. Это означает, что все существующие сетевые соединения сохранятся при выходе из строя одного из файрволов, что очень важно для обеспечения отказоустойчивости сети.
- Балансировка нагрузки — обеспечивается подключение к нескольким провайдерам с равномерным распределением трафика между ними (пользователь, открывающий web-страницу, не замечает, что элементы этой страницы загружаются по разным каналам)
- VPN-сервер — IPsec, OpenVPN, L2TP, TINC
- PPPoE-сервер
- Динамический DNS
- DHCP-сервер и шлюз
- Прокси-сервер
- Сервис Captive portal — перенаправление на специальную веб-страницу для авторизации для доступа в Интернет.
- Мониторинг и графические отчеты с использованием набора утилит для работы с циклической базой данных RRD — RRDtool.
- Работа в режиме LiveCD.
- Поддержка программных модулей.

Наиболее значимые расширения:
- Squid — прокси-сервер
- Snort и Suricata — системы обнаружения/нейтрализации вторжений.
- FRR — динамическая маршрутизация (OSPFv2, OSPFv3, BGPv4+)

## Требования к аппаратному обеспечению pfSense
При разворачивании системы с ожидаемой пропускной способностью менее 10 Мбит/с минимальные требования к системе:
процессор с тактовой частотой 100 МГц или больше, оперативная память 128 Мб или больше.
Система с пропускной способностью в 200 Мбит/с потребует:
процессор с тактовой частотой 1000 МГц, оперативной памяти минимум 512 Мб.
Для пропускной способности до 500 Мбит/с потребуется:
процессор с тактовой частотой 2000-3000 МГц, оперативная память 1024 Мб или больше.
Для развёртывания системы со скоростью передачи данных в 1000 Мбит/с между двумя интерфейсами, может быть использован Pentium 4 с частотой 3000 МГц или более быстрый процессор, с PCI-X или PCI-e адаптером, так как ограничения шины PCI будут препятствовать повышению производительности между двумя 1 Гбитными адаптерами. Оперативная память 2048 Мб или более.
Требования к количеству оперативной памяти предъявляются в зависимости от поставленных задач. Например: требуется организовать безусловный совместный доступ в Интернет небольшого предприятия при скорости передачи данных к провайдеру 100 Мбит/с. Достаточной конфигурацией будет: процессор 1 ГГц, оперативная память 256 Мб. Всё то же самое + выход в Интернет через прокси-сервер с ведением статистики: — объём оперативной памяти желательно увеличить до 512 Мб.

## История релизов
- 4 октября 2006 года — v. 1.0[12].
- 20 октября 2006 года — v. 1.0.1[13].
- 25 февраля 2008 года — v. 1.2[14].
- 26 декабря 2008 года — v.1.2.1[15].
- 7 января 2009 года — v. 1.2.2[16].
- 10 декабря 2009 года — v. 1.2.3[17].
- 17 сентября 2011 года — v. 2.0[18]
- 20 декабря 2011 года — v. 2.0.1[19]
- 21 декабря 2012 года — v. 2.0.2[20]
- 15 апреля 2013 года — v. 2.0.3[21]
- 15 сентября 2013 года — v. 2.1.0[22]
- 4 апреля 2014 года — v. 2.1.1[23]
- 10 апреля 2014 года — v. 2.1.2[24]
- 2 мая 2014 года — v. 2.1.3[25]
- 25 июня 2014 года — v. 2.1.4[26]
- 27 августа 2014 года — v. 2.1.5[27]
- 23 января 2015 года — v. 2.2[28]
- 17 марта 2015 года — v. 2.2.1[29]
- 15 апреля 2015 года — v. 2.2.2[30]
- 25 июня 2015 года — v. 2.2.3[31]
- 26 июля 2015 года — v. 2.2.4[32]
- 4 ноября 2015 года — v. 2.2.5[33]
- 21 декабря 2015 года —  2.2.6 [34]
- 12 апреля 2016 года — 2.3[35]
- 04 мая 2017 — v. 2.3.4
- 12 октября 2017 — v. 2.4.0
- 16 октября 2017 — v. 2.4.1
- 8 декабря — v. 2.4.2
- 12 декабря — v. 2.4.2_1
- 29 марта 2018 — v. 2.4.3
- 24 сентября 2018 — v. 2.4.4
- 15 мая 2019 — v. 2.4.4-p3
- 26 марта 2020 — v. 2.4.5
- 9 июня 2020 — v. 2.4.5-p1
- 17 февраля 2021 — v. 2.5.0
- 13 апреля 2021 — v. 2.5.1